# 奧黛麗 (搞笑組合)
奧黛麗（日語：オードリー）是日本雙人搞笑組合，成員為若林正恭與春日俊彰，若林擔任吐槽角色及漫才段子編寫、春日擔任裝傻角色。曾於2008年取得M-1大賽的第2名。

## 簡介
若林與春日兩人在初中時認識，初中與高中同校同班，均就讀於日本大學第二中學校・高等學校。高中時代，兩人也一起加入美式足球社，若林站跑衛、春日則站防守邊鋒。
2000年，若林與春日兩人參加現所屬經紀公司K DASH Stage主辦的現場表演，兩人組成組合，正式在搞笑界出道；由於當時要求上台表演者要有團名，春日便當場為組合取了「Nice Middle」（ナイスミドル）這個名字。2005年4月，組合更名為「奧黛麗」。當時兩人與經紀公司的社長松田英夫在壽司店吃飯，社長當場提出組合改名的要求，並選了「海膽鮭魚卵」（うにいくら）跟「奧黛麗」兩個名字要兩人選擇。原本社長因為當時現場在壽司店而選了「海膽鮭魚卵」，後來改成選「奧黛麗」。至於為何叫「奧黛麗」，社長表示「因為兩人不華麗，因此從擁有華麗的奧黛麗·赫本取樣」。
若林將組合的漫才風格命名為「走偏漫才」（ズレ漫才），意思是若林說話的時候，春日會突然沒有理由地吐槽或說別人的壞話，然後若林隨之責備他，或是反而對春日的說話追問下去等等，最後沒能好好說完原本的話題。基本上春日沒有理由地吐槽時會拍打若林的背，然後若林立即拍打春日的左邊額頭吐槽回去。
奧黛麗參加2008年的M-1大賽後開始走紅，此後在電視上的演出十分多，亦是不少節目的主持或固定成員。根據Nihon Monitor的調查，奧黛麗在2010年演出的節目集數為507集，在眾多藝人之中得第1名；2011年則為424集，得第5名。2010年代後半起，組合本身表演漫才的機會減少，但兩人各自的活動增多，若林做為節目主持人、CM藝人、散文家而活躍，春日則以「筋肉藝人」的角色活躍。2020年起，組合的媒體演出機會再度增加，被視為組合的第二次黃金期。

## 成員
- 若林正恭（若林 正恭，1978年9月20日－），出身自東京都中央區。表演站位在左邊。
- 春日俊彰（春日 俊彰，1979年2月9日－），出身自埼玉縣所澤市。表演站位在右邊。

## 外部連結
- 經紀公司官方介紹頁 （页面存档备份，存于） （日語）
- 春日俊彰
  - 『春日』 （页面存档备份，存于）  - 春日本人によるブログ。現在は元旦にのみ更新。
  - YouTube上的古井ひでおチャンネル
- 若林正恭
  - 若林正恭的Instagram帳戶
  - 『社会人大学人見知り学部 卒業見込』公式的X（前Twitter） - 若林正恭著『社会人大学人見知り学部 卒業見込』の公式アカウント
- 若林正恭的部落格 （页面存档备份，存于） （日語）